# 必殺!
「必殺!」（ひっさつ）は、必殺シリーズの楽曲。作曲：平尾昌晃、編曲：竜崎孝路。

## 概要
シリーズ第1作『必殺仕掛人』のメインテーマとして作られた、主題歌「荒野の果てに」のアレンジ版。本来のMナンバー（作曲家に曲を発注する際のメニュー表における通し番号）は不明。キングレコードが管理するコピーテープでは「M-19」という整理No.（同社が独自に付けた通し番号）が付けられている。
トランペットのファンファーレから始まるウエスタン調の楽曲。商品化は考慮されていなかったため、モノラルで録音されている。
『必殺仕掛人』終了後も、必殺シリーズにおいてしばしば使用されている、シリーズを象徴する楽曲である。
なお、「必殺!」という曲名は、後年サウンドトラック盤がリリースされた際に付けられた便宜的なもので、正式なタイトルではない。
フェイス・ワンダワークスが2015年に発表した、GIGAエンタメロディで15年間で最も多くダウンロードされた着信メロディを集計した「着信メロディ15年間ランキング」において18位にランクインされた。

## 使用例

### 『必殺仕掛人』
第5話までは、エンディングテーマとして使用。中盤以降、殺しのシーンに使われるようになった。

### 『仕掛人』以後
『新 必殺からくり人』等、中村主水（藤田まこと）がレギュラー登場しない作品で殺しのシーンに使われることが多かった。『必殺渡し人』では、第5話まではオリジナルの殺しのテーマが使われていたが、第6話から本曲が使われている。
一方、主水がレギュラー登場する作品では、『必殺仕置人』初期の予告編に断片的に使われて以降は使用頻度が少なく、特に殺しのシーンでの使用は避けられていた。しかしレギュラー放送終了後にスタートしたスペシャル版では、番組冒頭や殺しのシーンで頻繁に使用され、『必殺仕事人・激突!』でも殺しのシーンに使用。『必殺仕事人2009』では全話のタイトル部分に使われたほか、複数の仕事人による殺しを続けて描写する際に使われている。
また、バラエティ番組でのパロディや食品に箸などを突き刺す場面などにたびたび使われている。

## アレンジ曲
『仕掛人』では多数のアレンジ曲が作られ、シーンによって使い分けられている。イントロのファンファーレを抜いただけのものも別音源（整理No.M-20「仕掛人梅安」）として録音され、使われている。
映画『必殺仕掛人 春雪仕掛針』では、鏑木創によるアレンジ曲（M-30「荒野の果てに・インストゥルメンタル」）が使われた。
企画アルバム『必殺! The Hissatsu Sound』には、あかのたちおによるアレンジ曲が「荒野の果てに」のタイトルで収録されている。
映画『必殺!5 黄金の血』では、ロック調にアレンジされた。同作は当初ステレオ音声にする予定があったため、モノラルで録音されていた歴代シリーズの主要な楽曲がステレオで再録音された。再録音された楽曲（M-1）は、同作のほか『必殺! 主水死す』『必殺! 三味線屋・勇次』でも使われている。なお、イントロのファンファーレが原曲と一部異なっている。

## 曲調を似せて作られた曲
『必殺仕掛人 春雪仕掛針』では、鏑木創が本曲に似せた曲調のオリジナル曲を用意していたが、未使用。
その他、「トランペットのファンファーレから始まる主題歌アレンジ」という形による殺しのテーマは、必殺シリーズの複数の作品で作られている。